# 2006-os Vuelta ciclista a España
A 2006-os Vuelta a España volt a 61. spanyol kerékpáros körverseny. 2006. augusztus 26-a és szeptember 17-e között rendezték. A verseny össztávja 3192 km volt, és 21 szakaszból állt.A végső győztes a kazah Alekszandr Vinokurov lett.

## Végeredmény

### Az összetett végeredménye
|    | Versenyző                  | Csapat                             | Idő         |
| -- | -------------------------- | ---------------------------------- | ----------- |
| 1  | Alekszandr Vinokurov       | Astana                             | 81h 23' 07" |
| 2  | Alejandro Valverde         | Caisse d'Epargne-Illes Balears     | + 1' 12"    |
| 3  | Andrej Kashechkin          | Astana                             | + 3' 12"    |
| 4  | Carlos Sastre              | Team CSC                           | + 3' 35"    |
| 5  | José Ángel Gómez Marchante | Saunier Duval-Prodir               | + 6' 51"    |
| 6  | Tom Danielson              | Discovery Channel Pro Cycling Team | + 8' 09"    |
| 7  | Samuel Sánchez             | Euskaltel-Euskadi                  | + 8' 26"    |
| 8  | Manuel Beltrán             | Discovery Channel Pro Cycling Team | + 10' 36"   |
| 9  | Vlagyimir Karpec           | Caisse d'Epargne-Illes Balears     | + 10' 47"   |
| 10 | Luis Pérez                 | Cofidis                            | + 11' 32"   |
| 11 | Stijn Devolder             | Discovery Channel Pro Cycling Team | + 12' 52"   |
| 12 | Egoi Martínez              | Discovery Channel Pro Cycling Team | + 15' 10"   |
| 13 | Leonardo Piepoli           | Saunier Duval-Prodir               | + 17' 23"   |
| 14 | Sylvester Szmyd            | Lampre-Fondital                    | + 18' 40"   |
| 15 | Igor Antón                 | Euskaltel-Euskadi                  | + 18' 56"   |
| 16 | Sérgio Paulinho            | Astana                             | + 19' 44"   |
| 17 | Joaquín Rodríguez          | Caisse d'Epargne-Illes Balears     | + 24' 18"   |
| 18 | Evgeni Petrov              | Lampre-Fondital                    | + 27' 51"   |
| 19 | David Arroyo               | Caisse d'Epargne-Illes Balears     | + 47' 39"   |
| 20 | Christopher Horner         | Davitamon-Lotto                    | + 29' 04"   |